# 텔레마코스 카라칼로스
텔레마코스 카라칼로스(그리스어: Τηλέμαχος Καράκαλος, 1866 ~ 1951)는 그리스의 펜싱 선수이다. 그는 아테네에서 열린 1896년 하계 올림픽에 참가했다.
카라칼로스는 사브르 경기에 출전했다. 5명의 선수들이 리그형식으로 치른 이 대회에서 그는 4경기 중 3경기를 이겼다. 그는 게오르기오스 이아트리디스, 아돌프 슈말, 올게르 닐센에게 이겼지만 이오아니스 게오르기아디스에게는 졌다. 그는 3승 1패를 기록, 은메달을 목에 걸었다.